# Porthos Range
Die Porthos Range ist eine rund 50 km lange Gebirgskette im ostantarktischen Mac-Robertson-Land. Sie erstreckt sich in ost-westlicher Ausdehnung zwischen dem Scylla-Gletscher und dem Charybdis-Gletscher in den Prince Charles Mountains.
Wissenschaftler der Australian National Antarctic Research Expeditions unter der Leitung des australischen Bergsteigers William Gordon Bewsher (1924–2012) besuchten sie im Dezember 1956. Bewsher benannte sie nach einer der drei Hauptfiguren aus Alexandre Dumas’ Roman Die drei Musketiere.